# Rostbukig eldrygg
Rostbukig eldryggig (Lophura ignita) är en fågel i familjen fasanfåglar inom ordningen hönsfåglar.

## Utseende och läte
Rostbukig eldryggig är en distinkt tofsförsedd fasan fågel med en kroppslängd på 65-70 cm. Den är glansigt blåsvart på huvud, hals, bröst och ovansida, med vackert rödbrunt på nedre delen av ryggen och övergumpen. I ansiktet syns blå bar hud. Buken är bjärt rost- eller kastanjebrun och de centrala stjärtpennorna är kanelbeige. Liknande strimmig eldrygg, tidigare behandlad som en del av ignita, har istället blåsvart buk med vita streck samt vita centrala stjärtpennor. Lätet är ett vasst ekorrelikt ljud, "chunkun chunkun" följt av vingbuller. Även låga, frågvisa kväkande ljud följt av en vass vissling kan höras.

## Utbredning och systematik
Rostbukig eldryggig delas in i tre underarter med följande utbredning:
- Lophura ignita rufa – förekommer på Malackahalvön och Sumatra
- ignita-gruppen
  - Lophura ignita ignita – förekommer på Borneo förutom norra delen samt på ön Bangka (utanför sydöstra Sumatra)
  - Lophura ignita nobilis – förekommer på norra Borneo (Sarawak och Sabah)

Tidigare inkluderades strimmig eldrygg (Lophura pyronota) på Malackahalvön och Sumatra i arten, då med svenska trivialnamnet tofseldrygg. Den urskiljs som egen art, sedan 2014 av BirdLife International, 2022 av tongivande eBird/Clements och 2023 av International Ornithological Congress.

## Status
IUCN kategoriserar den som sårbar. Den tros minska relativt kraftigt i antal på grund av skogsavverkningar och jakt.